# Sto a jeden dalmatinec
101 dalmatinů (z anglického originálu The Hundred and One Dalmatians, vydaného v roce 1956) je kniha pro děti a mládež anglické spisovatelky Dodie Smithové, označovaná za umělou pohádku či román. Původně kniha vyšla v českém jazyce v roce 1994 pod názvem Sto a jeden dalmatinec v překladu Evy Marxové. Později se objevily další varianty, často upravené, zjednodušené či převyprávěné pod hlavičkou společnosti Walt Disney. Pod známým názvem 101 dalmatinů do češtiny text přeložila Hana Vrbová. Příběh o dalmatinech se v roce 1961 stal námětem ke stejnojmennému filmu produkovaného společností Walt Disney Pictures.
Kniha vypráví strastiplný, ale dobrodružný příběh flekaté psí rodinky. Milující dalmatinští rodiče Pongo a Perdita se musejí pustit do nebezpečného pátrání a na vlastní pěst a vydat se po stopě svých ztracených štěňátek, aby je zachránili před zlou módní návrhářkou Cruellou de Vil.

## Děj
Dalmatin Pongo hledá k sobě a ke svému pánovi Rogerovi společnost. Jednoho dne v parku zahlédne Pongo nádhernou slečnu věnčící okouzlující dalmatinku. Rozhodne se svého pána s touto slečnou a její fenou seznámit. Než se Pongo naděje, požádá jeho pán mladou Anitu o ruku a on sám se zamiluje do dalmatinky Perdity. Jejich dům se tak stává rájem na zemi a oba páry jsou šťastně zamilovaní.
Mír jejich domu je však brzy narušen. Dovnitř vstupuje Cruella de Vil, bývalá spolužačka Anity a zároveň proslulá módní návrhářka. Předpokládá, že dalmatini budou mít brzy štěňata, a proto si několik z nich u Anity a Rodgera rezervuje. To se však páru vůbec nelíbí a i přes včasné narození 15 štěňátek se nehodlají ani jednoho vzdát, a proto o tom Cruelle neříkají.
Cruella však zjišťuje, že jí Anita a Rodger o štěňatech tají. Na základě toho se rozhodne vytvořit tým, který jí malé dalmatiny ukradne. Dvěma najatým mužům se to bohužel povede a štěňata jsou unesena. Rodiče dalmatini to však nenechají jen tak a o krádeži informují ostatní psy z okolí Londýna. Zvěst o ukradených štěňatech zaslechne i psí detektiv Plukovník a jeho parťák kocour jménem Tibs, kteří se do vyšetřování pouští v plném nasazení. Zanedlouho objevují opuštěnou budovu, ve které jsou skryti zloději a ztracená štěňata. Překvapením je, že místo očekávaných patnácti štěňat jich tam je mnohem více. Necelých sto.
Zatímco se psí detektiv Plukovník pokouší nazpět zkontaktovat dalmatiny Ponga a Perditu, kocour Tibs vede záchrannou misi a prchá se všemi štěňaty. Zanedlouho se štěňata shledávají se svými rodiči. Jejich klid však nemá dlouhého trvání, jelikož se o jejich úprku dozvídá Cruella, která je všem dalmatinům opět na stopě. Za pomoci hned několika rafinovaných triků, obětavých zvířat a lidí se nakonec dalmatini Cruelly zbavují, a tak jim nehrozí už žádné nebezpečí. Všichni se proto spokojeně vrací do domu Rodgera a Anity, kde i ostatní štěňata nacházejí azyl a milující rodinu.

## Postavy
Cruella de Vil je módní návrhářka. Je to velmi cílevědomá žena, který je rozhodnutá jít i přes mrtvoly. Je také velmi bezohledná, manipulativní a samozřejmě krutá hlavně ke zvířatům. Velmi podobné příběhy a postavy se vyskytují ve starších příbězích o zvířatech, týrání zvířat je v nich mnohdy spojeno s alkoholem. Cruella de Vil mimo jiné byla vyloučena ze školy za pití inkoustu, což lze považovat za odlehčenější variantu tohoto motivu. Cruella je samozřejmě darebná, protože chce vyrábět kožichy z kožešiny dalmatinů. Tato módní posedlost z ní dělá „literárního potomka“ ženy ve sbírce Doctor Dolittle's Puddleby Adventures od Hugha Loftinga. Ta si koupí dalmatina jménem Dapple, protože se hodí k jejím puntíkovaným hedvábným šatům, a podobně jako Cruella je velmi despotická. Pes cítí hanbu, že je „doplňkem ženského šatníku“, „pouhou budoárovou ozdobou“. Jiným případem ubližování zvířatům ve vztahu k módě, který se objevuje v Dolittleově příběhu, je lov vzácných afrických vlaštovek jen proto, že jejich peří vypadá dobře na plstěných kloboucích. Příběhy o zvířatech zaměřené na dobré životní podmínky také často zdůrazňují potřebu zasáhnout v případech krutosti. Když se v románu Černý krasavec, který je v tomto ohledu pro mnohé další knihy pravděpodobným inspiračním zdrojem, poprvé objeví sugestivně pojmenovaný pan Wright, taxikář Jeremiah Barker na něj upozorní svou dceru a řekne, že ten muž je „skutečný gentleman“, protože je ohleduplný a laskavý k lidem. O pár odstavců později je rovněž laskavý ke zvířatům a zasáhne, aby pomohl, když je svědkem týrání koně.
Pongo je pes, který byl zachráněn křesťanskou rodinou. Jeho postava nám ukazuje správnou péči a chování k domácím mazlíčkům. Je to velmi přátelský, hodný, spravedlivý a také velmi starostlivý otec svých štěňátek. Pongo se také vyskytne v situaci, kdy malý chlapec drží kousek chleba a posmívá se zoufale hladovým psům Pongovi a Slečince. Opatrně se přibližují „s láskou“, ale chlapec poté vrhne na Ponga kámen a zraní ho. Chlapec stejným způsobem znovu později láká Slečinku. Protože nemá po ruce kámen, hodí po ní kousek chleba „se vztekem, ne láskou“. Opakování termínu láska signalizuje kontrast mezi civilizovaným, humánním, láskyplným chováním psů a chováním necivilizovaného, krutého a nemilujícího dítěte.

## Přijetí díla
Pražský Večerník popsal knihu jako příběh o odvaze, lásce, věrnosti a přátelství, oblíbený nejen u dětí, ale i dospělých čtenářů a porovnal ji s její filmovou adaptací. Autor zde zkritizoval zmatek s názvem Sto a jeden dalmatinec. V knižní verzi je totiž název naprosto přesně vysvětlen, jelikož Perdita prvně není součástí rodiny. V závěru knihy je však mezi smečku sta dalmatinů přijata, a stává se tak plnohodnotným členem. Ve filmu toto vysvětlení zcela chybí.
V knize Sto a jeden dalmatinec z roku 1994 v překladu Evy Marxové překladatelka v doslovu uvádí: „Sto a jeden dalmatinec a následující Psí hvězda a jsou nejen evergreeny knihkupeckých pultů v jejich kolébce – ve ‚staré dobré Anglii‘ (počet jejich vydání překročil dvacítku), ale doznaly obrovského úspěchu i v zemích, do jejichž jazyka byly přeloženy, včetně japonštiny. Zfilmoval je Walt Disney a vyšly jako komiksy. Jejich zásluhovou zaplavila Anglii módní vlna chovu dalmatinců.“
Alison Floodová ve svém článku reaguje na fakt, že děti a celkově mládež málo čte. Upínají se spíše na filmové ztvárnění příběhů, ve kterých se však nedočkávají takových prožitků jako čtenáři. Uznává, že filmy by měly být nedílnou součástí života dětí, ale knihám jako takovým se nemůžou vyrovnat. Alison Floodová zde poukazuje právě na román od Dodie Smithové, který je v knižním podání mnohem bohatší a vtipnější.

## Adaptace
Příběh 101 dalmatinů byl dvakrát zfilmován, a to na základě předlohy knihy od Dodie Smithové. Poprvé jej na plátnech kin mohli diváci zaznamenat v roce 1961 jako animovaný film, jehož producentem byl Walt Disney. Další zpracování přišlo v roce 1996 jako hraný film pod vedením režiséra jménem Stephen Herek. Tento zfilmovaný námět dětské knihy proslavil zejména herečku Glenn Close, která si zde zahrála Cruellu de Vil a za svůj herecký výkon následně získala ocenění Golden Globe v kategorii nejlepší herečka.